# Match des étoiles de la Major League Soccer

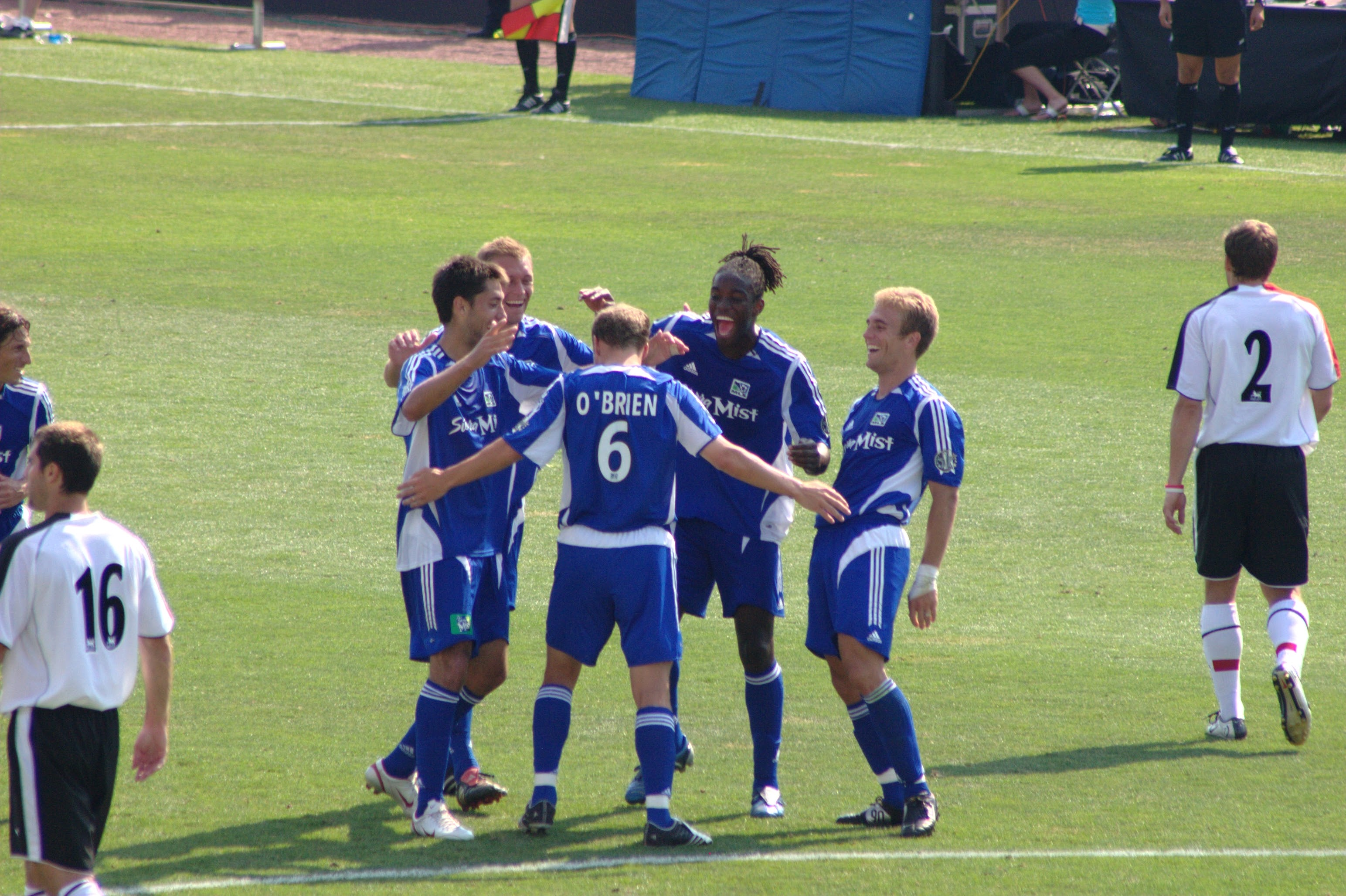
Une star de la Major League Soccer célèbre un but lors du MLS All-Star Game le 30 juillet 2005 au Columbus Crew Stadium.

Le Match des étoiles de la MLS (MLS All-Star Game en anglais) est un match de soccer (football association) organisé chaque année par la MLS, le championnat professionnel d'Amérique du Nord.
Il s'inspire de ce qui est pratiqué depuis longtemps par les quatre grandes ligues nord-américaines, à savoir la MLB (baseball), la NBA (basket-ball), la NFL (football américain) et la LNH (hockey sur glace).
Au départ, cette compétition opposait les meilleurs joueurs de chaque association (Est et Ouest). Puis, depuis quelques années, des équipes étrangères sont invitées pour affronter une sélection de la MLS appelée Étoiles MLS (MLS All-Stars en anglais).

## Palmarès
| Année | Vainqueur                                             | Score                                                 | Finaliste                                             | Lieu                                                  | Affluence                                             | Meilleur joueur                                       |
| ----- | ----------------------------------------------------- | ----------------------------------------------------- | ----------------------------------------------------- | ----------------------------------------------------- | ----------------------------------------------------- | ----------------------------------------------------- |
| 1996  | Conférence Est                                        | 3 - 2                                                 | Conférence Ouest                                      | Giants Stadium, East Rutherford                       | 78 416                                                | Carlos Valderrama                                     |
| 1997  | Conférence Est                                        | 5 - 4                                                 | Conférence Ouest                                      | Giants Stadium, East Rutherford                       | 24 816                                                | Carlos Valderrama                                     |
| 1998  | États-Unis MLS                                        | 6 - 1                                                 | Monde MLS                                             | Citrus Bowl, Orlando                                  | 34 416                                                | Brian McBride                                         |
| 1999  | Conférence Ouest                                      | 6 - 4                                                 | Conférence Est                                        | Qualcomm Stadium, San Diego                           | 23 227                                                | Preki                                                 |
| 2000  | Conférence Est                                        | 9 - 4                                                 | Conférence Ouest                                      | Columbus Crew Stadium, Columbus                       | 23 495                                                | Mamadou Diallo                                        |
| 2001  | Non décerné                                           | 6 - 6                                                 | Conférence Est Conférence Ouest                       | Spartan Stadium, San José                             | 23 512                                                | Landon Donovan                                        |
| 2002  | Étoiles MLS                                           | 3 - 2                                                 | États-Unis                                            | RFK Stadium, Washington, D.C.                         | 31 096                                                | Marco Etcheverry                                      |
| 2003  | Étoiles MLS                                           | 3 - 1                                                 | CD Guadalajara                                        | Home Depot Center, Carson                             | 27 000                                                | Carlos Ruiz                                           |
| 2004  | Conférence Est                                        | 3 - 2                                                 | Conférence Ouest                                      | RFK Stadium, Washington, D.C.                         | 21 378                                                | Amado Guevara                                         |
| 2005  | Étoiles MLS                                           | 4 - 1                                                 | Fulham FC                                             | Columbus Crew Stadium, Columbus                       | 23 309                                                | Taylor Twellman                                       |
| 2006  | Étoiles MLS                                           | 1 - 0                                                 | Chelsea FC                                            | Toyota Park, Bridgeview                               | 21 210                                                | Dwayne De Rosario                                     |
| 2007  | Étoiles MLS                                           | 2 - 0                                                 | Celtic FC                                             | DSG Park, Commerce City                               | 18 661                                                | Juan Pablo Ángel                                      |
| 2008  | Étoiles MLS                                           | 3 - 2                                                 | West Ham United                                       | BMO Field, Toronto                                    | 20 844                                                | Cuauhtémoc Blanco                                     |
| 2009  | Everton FC                                            | 1 - 1 (4-3)                                           | Étoiles MLS                                           | Rio Tinto Stadium, Sandy                              | 20 124                                                | Tim Howard                                            |
| 2010  | Manchester United                                     | 5 - 2                                                 | Étoiles MLS                                           | Reliant Stadium, Houston                              | 70 728                                                | Federico Macheda                                      |
| 2011  | Manchester United                                     | 4 - 0                                                 | Étoiles MLS                                           | Red Bull Arena, Harrison                              | 26 760                                                | Park Ji-sung                                          |
| 2012  | Étoiles MLS                                           | 3 - 2                                                 | Chelsea FC                                            | PPL Park, Chester                                     | 19 236                                                | Chris Pontius                                         |
| 2013  | AS Rome                                               | 3 - 1                                                 | Étoiles MLS                                           | Sporting Park, Kansas City                            | 21 175                                                | Alessandro Florenzi                                   |
| 2014  | Étoiles MLS                                           | 2 - 1                                                 | Bayern Munich                                         | Providence Park, Portland                             | 21 733                                                | Landon Donovan                                        |
| 2015  | Étoiles MLS                                           | 2 - 1                                                 | Tottenham Hotspur                                     | DSG Park, Commerce City                               | 18 671                                                | Kaká                                                  |
| 2016  | Arsenal FC                                            | 2 - 1                                                 | Étoiles MLS                                           | Avaya Stadium, San José                               | 18 000                                                | Chuba Akpom                                           |
| 2017  | Real Madrid                                           | 1 - 1 (4-2)                                           | Étoiles MLS                                           | Soldier Field, Chicago                                | 61 428                                                | Borja Mayoral                                         |
| 2018  | Juventus FC                                           | 1 - 1 (5-3)                                           | Étoiles MLS                                           | Mercedes-Benz Stadium, Atlanta                        | 72 317                                                | Josef Martínez                                        |
| 2019  | Atlético Madrid                                       | 3 - 0                                                 | Étoiles MLS                                           | Exploria Stadium, Orlando                             | 25 527                                                | Marcos Llorente                                       |
| 2020  | Édition annulée en raison de la pandémie de Covid-19, | Édition annulée en raison de la pandémie de Covid-19, | Édition annulée en raison de la pandémie de Covid-19, | Édition annulée en raison de la pandémie de Covid-19, | Édition annulée en raison de la pandémie de Covid-19, | Édition annulée en raison de la pandémie de Covid-19, |
| 2021  | Étoiles MLS                                           | 1 - 1 (3-2)                                           | Étoiles Liga MX                                       | Banc of California Stadium, Los Angeles               | 21 000                                                | Matt Turner                                           |
| 2022  | Étoiles MLS                                           | 2 - 1                                                 | Étoiles Liga MX                                       | Allianz Field, Saint Paul                             | 19 727                                                | Dayne St. Clair                                       |
| 2023  | Arsenal FC                                            | 5 - 0                                                 | Étoiles MLS                                           | Audi Field, Washington, D.C.                          | 20 651                                                | Bukayo Saka                                           |
| 2024  | Étoiles Liga MX                                       | 5 - 0                                                 | Étoiles MLS                                           | Lower.com Field, Columbus                             | 20 931                                                | Juan Brunetta                                         |
| 2025  | Étoiles MLS                                           | 3 - 1                                                 | Étoiles Liga MX                                       | Q2 Stadium, Austin                                    | 20 738                                                | Tai Baribo                                            |

## Point de règlement
Il existe une règle qui dicte qu'un joueur, qui est sélectionné pour le match des étoiles mais refuse d'y participer pour quelque cause que ce soit, est suspendu pour le prochain match de championnat de son équipe. En 2018, Zlatan Ibrahimović, joueur du Galaxy de Los Angeles, refuse de participer au match des étoiles en raison de sa fatigue. Il est alors suspendu pour le match de championnat contre les Rapids du Colorado lors duquel Los Angeles s'incline.